# طريقة سكمان الأستقصائية
هي نظرية طورها ريتشارد سكمان (Richard Suchman) عام 1962م هذا النوع من الاستقصاء، ويعتمد على وجود أحداث متناقضة (متضاربة) discrepancy لتطبيقة. يختلف التناقض عما نتوقع حدوثة بشكل طبيعي، مثل اختراق طرف الصولجان الحاد البالون دون أن يفجره. وعندما يمر الطالب بأحداث متناقضة فإنه يسعى للوصول إلى حالة تناغم consistency بالسعي لتفسير هذا التناقض. وفي هذه الحالة يواجه الطالب موقفين متعارضين: الموقف الذي يشاهده والموقف الذي يعتقد أنه صحيح. ويقدم البالون المثال المناسب، فكل الطلبة يعرفون أن الأجسام الحادة تؤدي بالبالون إلى الانفجار، ولكن لم يحدث ما كان يتوقعه الطلبة إذ أن البالون لم ينفجر" !.

## الطريقة
إن حاجة الطلبة للوصول إلى حالة التناغم تشجعهم للوصول إلى حل لما يشاهدونه من أحداث متناقضة. إذن لماذا لا تستخدم الظاهرة بصورة إيجابية وتقوم بتدريس المفاهيم العلمية بموجبها ؟.
تستخدم طريقة سكمان في الاستقصاء لمساعدة الطلاب على تطوير نظريات تمثل أفضل التفسيرات للأحداث المتناقضة التي يشاهدونها، وتتمركز هذه الطريقة حول الطالب، إذ أنه هو (نفسه) سيقوم بطرح الأسئلة. ولا شك أن المهمة التي تتطلب طرح أسئلة ذات علاقة بالحدث المتناقض من أجل التوصل إلى تفسير لهذا الحدث مهمة شاقة. ويمكن تحقيق هذا الهدف بتقسيم طلاب الصف إلى مجموعات يكون دورها تنظيم الأسئلة، وإجراء الأبحاث، وتكوين تفسيرات علمية. ويجب أن تكون الأسئلة المطروحة من النوع المغلق (غير مفتوحة النهاية) ، أي الإجابة عليها تكون بنعم أو لا.

## نشاط (1)الحدث المتناقض للبالون

### الخطوات التوضيحية للمعلم

#### الهدف من النشاط العملي
مرور الصولجان من البالون دون أن ينفجر.

#### الأدوات المطلوبة
عدداً من البالونات، صولجان، سائل زيتي.

### خطوات النشاط العملي
1. انفخ بالوناً واربطه بإحكام.
2. أدخل راس الصولجان من منطقة في البالون ذات انتفاخ كبير.
3. انفخ بالوناً آخر، وحاول أن يكون بنفس حجم البالون الأول، واربطه بإحكام.
4. ضع قطرة من السائل الزيتي على الصولجان.
5. أدخل الصولجان من الطرف العلوي للبالون الأقل انتفاخاً بحرس ودقة.
6. أخرجه من الطرق القريب من عنق البالون الأقل انتفاخاً ببراعة ودقة.

### الملاحظة
مرور الصولجان من خلال البالون دون أن ينفجر.

### التفسير
لأن منطقتين البالون اللتين مر منهما الصولجان دون أن ينفجر كانتا أقل ضغطاً.

## التعلم النشط
مما سبق يتبين أهمية التعلم النشط كما في التدريب الأول.

### التعريف
ويعرف التعلم النشط: بأنه طريقة تدريس تشرك المتعلمين في عمل أشياء تجبرهم على التفكير فيما يتعلمونه.

### دور المتعلم
دور المتعلم في التعلم النشط:
المتعلمون يقومون بأنشطة تتصل بالمادة العلمية مثل: طرح الأسئلة، وفرض الفروض، والاشتراك في مناقشات، والبحث والقراءة والكتابة والتجريب.

### دور المعلم
دور المعلم في التعلم النشط:
يعمل المعلم كموجه ومرشد ومسهل للتعلم فهو لا يسيطر على الموقف التعليمي ولكنه يدير الموقف إدارة ذكية بحيث يوجه المتعلمين نحو الهدف المطلوب، وهذا يتطلب منه الإلمام بمهارات هامه تتطلب طرح الأسئلة، وإدارة المناقشات، وتصميم المواقف التعليمية المشوقة والمثيرة.

### فوائد التعلم النشط
1. التوصل إلى حلول ذات معنى عن مشكلاتهم فهم يتوصلون إلى الحلول بأنفسهم وليس حلول أشخاص آخرين.
2. الحصول على تعزيزات كافية حول فهم المعلومات الجديدة.
3. يعمل التعلم النشط على تغيير صورة المعلم بانه المصدر الوحيد للمعرفة، إلى موجه ومرشد للمعلومة.